# Prionolabis fletcheri
Prionolabis fletcheri är en tvåvingeart som först beskrevs av Senior-white 1922.  Prionolabis fletcheri ingår i släktet Prionolabis och familjen småharkrankar. Inga underarter finns listade i Catalogue of Life.